# 이세 마리야
이세 마리야(일본어: 伊瀬 茉莉也 いせ まりや[*], 1978년 10월 25일 ~ )는 일본의 성우이다. 아크로스 엔터테인먼트 소속.

## 이력
- 중학교 2학년 때부터 성우 관련 양성소에 다니며 교육을 받았다. 카타오카 아즈사와 함께 배운 사이.
- 2004년에 사랑해 베이비로 성우 데뷔.
- 애칭은 본인이 공인한 '마리몬(まりモン)'. 이후 인터넷 라디오 '시즈카와 마리야의 사랑색 한정'에서 새 애칭을 모집하여 리야(リーヤ)로 결정되었다.
- 2009년 브링업에서 아크로스 엔터테이먼트로 소속사를 옮겼다.
- 2015년 4월 4일 자신의 블로그에서 결혼과 임신을 했다는 것을 공개했는데 블로그에 의하면 결혼은 2015년 1월달에 했다고 한다.

## 출연작

### TV 애니메이션
2003년
- 건슬링거 걸 (베아트리체)

2004년
- 사랑해 베이비 (아유미의 친구-22화)

2005년
- 오네가이 마이멜로디（카노 유카）
- 슈가슈가룬（나나코 오르슈）
- 충사 (이오로이 렌코)
- 지옥소녀 (에가미 소라)

2006년
- 에어 기어 (노야마노 링고)
- 오네가이 마이멜로디 ~빙글빙글 셔플~（카노 유카）
- 두 사람은 프리큐어 Splash Star (야마구치 마리)
- 스쿨럼블 2학기（俵屋 사츠키）
- 루팡3세 TV스페셜 세븐데이즈 랩소디 (미쉘)

2007년
- 아이실드21 (쿠마부쿠로 리코)
- Yes! 프리큐어5 (카스가노 우라라/큐어 레모네이드)
- 도화월탄 (카미아즈마 토우카)

2008년
- Yes! 프리큐어5 GoGo! (카스가노 우라라/큐어 레모네이드)
- 건슬링거 걸 (베아트리체)
- 마카데미 왓쇼이! (타나롯 앤서틴)

2009년
- 첫사랑 한정 (아리하라 아유미)
- 니들리스 (아르카)
- 하늘 가는 대로 (사쿠라가와)
- 꿈빛 파티시엘 (야마기시 레몬)
- 페어리테일 (레비 멕거딘 / 로메오)

2010년
- 전설의 용자의 전설 (쿠우 오로라)
- 듀라라라!! (하리마 미카)
- 오오카미카쿠시 (쿠시나다 네무루)
- 하나마루 유치원(히나기쿠)
- 팬티 앤드 스타킹 위드 가터벨트 (스타킹)
- 꿈빛 파티시엘 SP 프로페셔널 (야마기시 레몬)
- 내 여동생이 이렇게 귀여울 리가 없어 (아카기 세나)
- 어떤 마술의 금서목록 (루치아)
- 베이비 프린세스 (우라라)

2011년
- 꿈을 먹는 메리 (키리시마 사키)
- 비탄의 아리아 (리코 미네)
- 마요치키 (우사미 마사무네)
- 로큐브! (아이다 미유)
- 도시락 전쟁 (야리즈이 센)
- 타마고치! (키즈낫치)
- 헌터X헌터 리메이크 (키르아 조르딕)

2012년
- 빙과 (사와키구치 미사키)
- 이나즈마일레븐go크로노스톤 (베타)
- 타마고치! 꿈 키라 드림 (난데치, 키라모치)

2013년
- 타마고치! 미라클 프렌즈 (난데치)
- 포켓몬스터 X·Y (애니메이션) (유리카)

2014년
- 마탄의 왕과 바나디스 (류드밀라 루리에)
- GO-GO 타마고치! (난데치, 키라모치)

2017년
- 견습신 비밀의 코코타마 (텟플)
- 보석의나라 (앤탁티사이트)

2019년
- 반짝반짝 해피★ 열려라! 코코타마 (필로)

### 극장판 애니메이션
- Yes! 프리큐어5 거울 나라의 미라클 대모험! (카스가노 우라라)
- Yes! 프리큐어5GoGo! 과자 나라의 해피 버스데이 (카스가노 우라라)
- 영화 프리큐어 올스타즈DX (카스가노 우라라)
- 허긋토! 프리큐어 두 사람은 프리큐어 올스타즈 메모리즈 (카스가노 우라라)
- 극장판 에그엔젤 코코밍:푸르밍과 두근두근 코코밍 세계 (텟푸르)
- 걸즈 앤 판처 최종장 제1화
- 우리의 계절은 (샤오민)
- 메이드 인 어비스: 여행의 새벽 (레그)
- 메이드 인 어비스: 방랑하는 황혼 (레그)
- 갑철성의 카바네리 해문결전 (유키나)

### OVA
- 베이비 프린세스 3d 파라다이스 0(러브) (우라라)

### 웹 애니메이션
- 펭귄 아가씨 하트 (에토로후 쿠지라) (니코니코 동화에서 방송)

### 게임
- Yes! 프리큐어5 (카스가노 우라라)
- Project Witch (셰르)
- 오오카미카쿠시 (쿠시나다 네무루)

### 라디오
- 펭귄 아가씨 라디오 (인터넷 라디오, 니코니코 동화) (2008년 7월 4일 - 12월 19일)
- 시즈카와 마리야의 사랑색 한정 (인터넷 라디오, 애니메이트TV, 이토 시즈카와 공동 진행) (2009년 3월 23일 - 7월 27일)
- 아유미, 카나, 마리야의 라디오PW (인터넷 라디오, 츠지 아유미, 하나자와 카나와 공동 진행) (2009년 5월 8일 - 7월 31일)
- 마이와 마리야의 라지 X 바토! - 인터넷 라디오, 고토 마이와 공동 진행. (2009년 9월 28일 - )